# Universitat Estatal d'Arizona
Arizona State University (comunament anomenat ASU o Arizona State, lit. «Universitat de l'Estat d'Arizona») és una universitat de recerca pública metropolitana en cinc campus a través de la zona metropolitana de Phoenix, i quatre centres d'aprenentatge regionals a tot Arizona. Les qualificacions universitàries de 2018 per U.S. News & World Report posicionen ASU Núm. 1 entre les escoles més innovadores d'Amèrica per tercer any consecutiu i ha classificat ASU com la núm. 115 a les universitats nacionals amb una puntuació general de 47/100 amb 83% sol·licituds d'estudiants acceptades.